# Kasbat Ben Mchich
Kasbat Ben Mchich (àrab قصبة بن مشيش) és una comuna rural de la província de Berrechid de la regió de Casablanca-Settat. Segons el cens de 2014 tenia una població total de 14.905 persones.